# Xixiashu (köpinghuvudort i Kina, Jiangsu Sheng, lat 31,95, long 119,82)
Xixiashu (kinesiska: 西夏墅, 西夏墅镇) är en köpinghuvudort i Kina. Den ligger i provinsen Jiangsu, i den östra delen av landet, omkring 97 kilometer öster om provinshuvudstaden Nanjing. Antalet invånare är 44 474. Befolkningen består av 21 765 kvinnor och 22 709 män. Barn under 15 år utgör 10,0 %, vuxna 15-64 år 77 %, och äldre över 65 år 11,0 %.
Runt Xixiashu är det mycket tätbefolkat, med 2 261 invånare per kvadratkilometer. Närmaste större samhälle är Chunjiang, 15,7 km öster om Xixiashu. Trakten runt Xixiashu består till största delen av jordbruksmark.
Genomsnittlig årsnederbörd är 1 525 millimeter. Den regnigaste månaden är juli, med i genomsnitt 289 mm nederbörd, och den torraste är januari, med 43 mm nederbörd.